# Mesuximid
Mesuximid (N,2-Dimethyl-2-Phenyl-Suximid, Handelsname Petinutin®) ist ein krampflösender Arzneistoff aus der
Gruppe der Antikonvulsiva, der zur Dauerbehandlung bestimmter Formen von Epilepsie eingesetzt 
wird. Es gehört chemisch zur Gruppe der Suximide und wird rasch und fast vollständig zu seinem aktiven Metaboliten N-Desmethylmesuximid umgewandelt.

## Anwendungsgebiete
Mesuximid wird nur als Mittel der zweiten Wahl bei sonst therapieresistenten Epilepsie angewendet. Insbesondere bei Absencen und Epilepsien mit komplex-fokalen Anfällen, aber auch beim Lennox-Gastaut-Syndrom wird es als zusätzliches Medikament eingesetzt.

## Nebenwirkungen
Dosisabhängig treten Appetitmangel, Übelkeit, Erbrechen, Schluckauf, Bauchschmerzen, Müdigkeit, Kopfschmerzen, Lichtscheu, Verwirrung, Gleichgewichtsstörungen, Schwindel und selten eine vorübergehende Verminderung der weißen Blutkörperchen auf. Dosisunabhängig kann es zu allergischen Hautreaktionen, Verhaltensänderungen und unwillkürlichen Bewegungsstörungen kommen.

## Chemie
Die Synthese des Wirkstoffes erfolgt nach einem in der Literatur beschriebenen Verfahren ausgehend von Acetophenon und Cyanessigsäuremethylester. Mesuximid wird als racemischer Wirkstoff eingesetzt.

## Handelsnamen
Mesuximid ist in Deutschland und der Schweiz unter dem Namen Petinutin im Handel erhältlich.